# Saint-Hilaire-les-Courbes
Saint-Hilaire-les-Courbes (Sent Alari de las Corbas auf Okzitanisch) ist eine französische Gemeinde mit 173 Einwohnern (Stand 1. Januar 2022) im Département Corrèze in der Region Nouvelle-Aquitaine. Die Einwohner nennen sich Saint-Hilairois(es).

## Geografie
Die Gemeinde liegt im Zentralmassiv auf dem Plateau de Millevaches und somit auch im Regionalen Naturpark Millevaches en Limousin. Der Ort liegt ca. sieben Kilometer östlich vom Lac de Viam.
Tulle, die Präfektur des Départements, liegt ungefähr 45 Kilometer südlich, Limoges rund 65 Kilometer nordwestlich und Treignac in etwa 11 Kilometer südwestlich.
Der Ort liegt ungefähr 40 Kilometer nordöstlich der Abfahrt 44 der Autoroute A20.
Nachbargemeinden von Saint-Hilaire-les-Courbes sind Lacelle im Norden, Viam im Osten, Lestards im Südosten, Treignac im Süden sowie Chamberet im Westen.

## Wappen
Blasonierung: In Schwarz drei (2;1) silberne Merletten.

## Einwohnerentwicklung
| Jahr      | 1962 | 1968 | 1975 | 1982 | 1990 | 1999 | 2007 | 2016 |
| Einwohner | 276  | 328  | 245  | 208  | 180  | 171  | 161  | 153  |

## Sehenswürdigkeiten

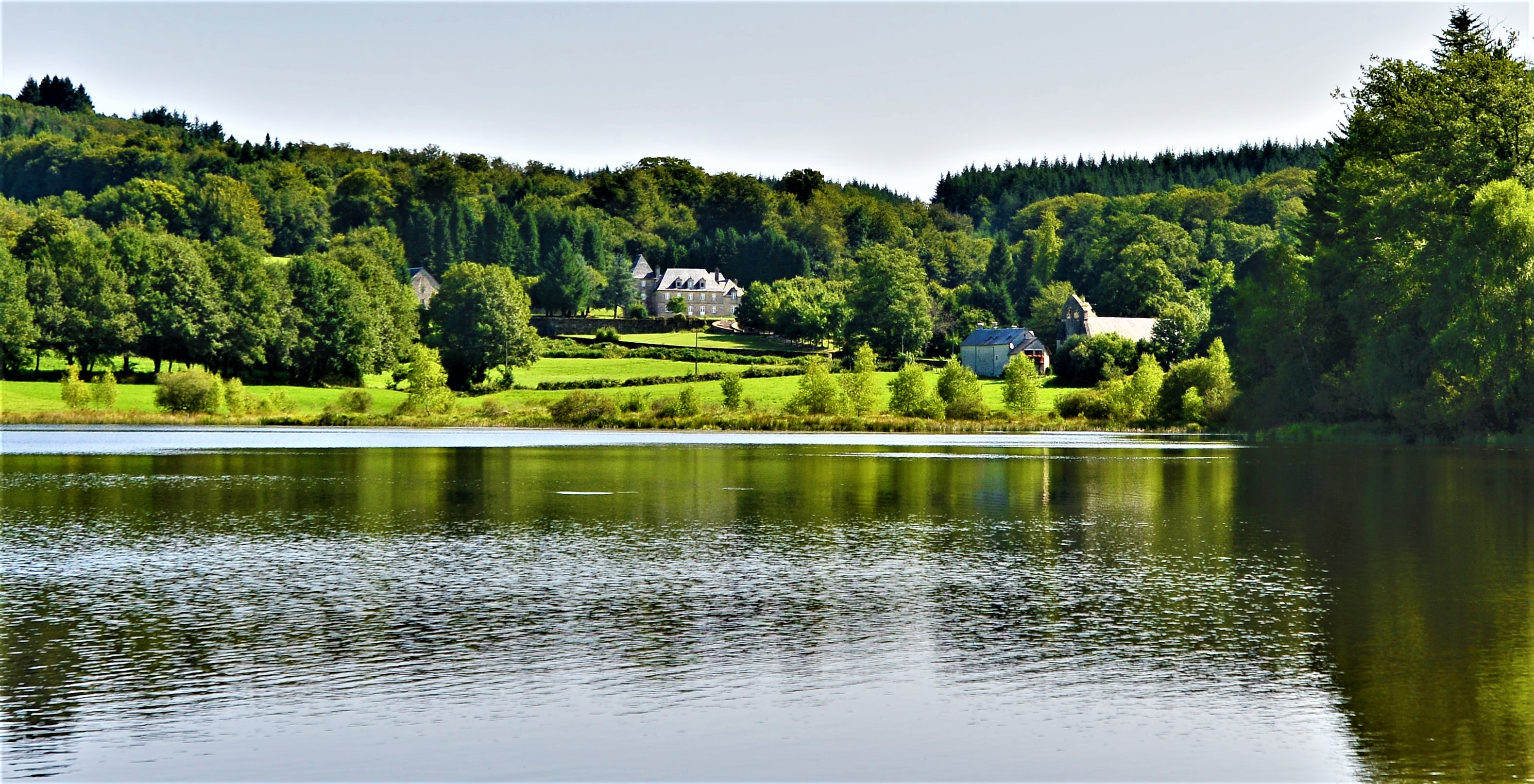
Im Hintergrund Kirche und Schloss

- Der Lac de Viam, ein Stausee der Vézère von 171 ha Größe, gelegen auf einer Höhe von 695 m, fertiggestellt im Jahre 1946[3]
- Das Château du Mazoreix, ein Schloss aus dem 19. Jahrhundert[4]
- Mehrere Monumentalkreuze aus dem 15. und 17. Jahrhundert[5]